# 思言財雋
思言財雋（英文：Financier Conscience）是一個成立於2015年11月的香港智庫，旨在滙聚金融財經界志同道合的同業友好，凝聚業界聲音，致力提高金融界對公共事務的意識及參與，監察政府並推動香港民主政制，冀望能聚才凝雋，結聚業界的力量去影響代表金融及金融服務界別的議員，把維護法治及公義的聲音帶入議會，為香港社會籌建更美好的將來。

## 議員

### 區議員
思言財雋共有1個區議會議席，議員包括：
| 區議會 | 選區號碼 | 選區   | 議員   | 2020-2023 | 備註                                     |
| ------ | -------- | ------ | ------ | --------- | ---------------------------------------- |
| 南區   | D07      | 海怡西 | 林浩波 |           | 同屬南區萬事屋成員，向區議會申報為無黨籍 |

## 外部連結
- 思言財雋的Facebook專頁
- 思言財雋立場新聞專欄（页面存档备份，存于）